# 50-й егерский полк
50-й егерский полк

## Формирование полка
Сформирован 29 октября 1811 г. По упразднении егерских полков 28 января 1833 г. 1-й и 3-й батальоны были присоединены к Житомирскому, а 2-й — к Подольскому пехотным полкам. Старшинство полка сохранено не было.

## Кампании полка
По своём сформировании полк был включён в 27-ю пехотную дивизию и после начала Наполеоновского нашествия в составе этой дивизии полк был назначен во 2-ю Западную армию и принял участие во многих сражениях с французами. Запасной батальона был назначен в корпус Эртеля, квартировавший в Мозыре и активно участвовал в партизанских набегах на коммуникации французских войск.

## Знаки отличия полка
Из знаков отличия 50-й егерский полк имел две серебряные трубы с надписью «За отличие при поражении и изгнании неприятеля из пределов России 1812 г.». По упразднении полка обе трубы с были переданы в Артиллерийский музей; по сформировании 16 декабря 1845 г. из двух батальонов Житомирского и двух батальонов Подольского пехотных полков Самурского пехотного полка, последнему были переданы среди прочих знаков отличия и обе серебряные трубы; 1 августа 1874 г. один батальон Самурского полка поступил на сформирование 164-го пехотного Закатальского полка, в который из Самурского полка была передана одна серебряная труба.

## Шефы полка
- 27.04.1812 — 22.06.1815 — полковник Назимов, Николай Гаврилович

## Командиры полка
- 29.10.1811 — 27.04.1812 — подполковник (с 07.11.1811 полковник) Назимов, Николай Гаврилович
- 22.06.1815 — 30.08.1816 — полковник Назимов, Николай Гаврилович
- 30.08.1816 — 31.01.1821 — полковник Яковлев Александр Иванович
- 31.01.1821 — ? — подполковник Унгебауер, Александр
- 1831 — 1833 — полковник Врангель, Александр Васильевич